# Feng Xuefeng
Pour les articles homonymes, voir Feng.
Dans ce nom, le nom de famille, Feng, précède le nom personnel.
Feng Xuefeng (chinois 馮雪峰/冯雪峰, pinyin Féng Xuěfēng), né en 1903, mort en 1976, est un écrivain chinois.

## Biographie
Feng Xuefeng est né dans le Zhejiang, dans une famille de paysans. Il commence sa carrière littéraire sous les auspices de Zhu Ziqing et Ye Shengtao.
Feng xuefeng est surtout connu pour son amitié avec Lu Xun. Il suit les cours de ce dernier à l'université de Pékin en 1925. Il le soutient en 1928 dans sa polémique contre le groupe Création, dirigé par Guo Moruo, puis de 1930 à 1933 au sein de la Ligue des écrivains de gauche contre le groupe de la « Troisième Catégorie » et celui des « Hommes libres », et enfin en 1936 contre Zhou Yang, dirigeant de cette Ligue.
Accusé en 1957 d'être un « droitier » en raison de ses positions durant les années 1930, il meurt sans être réhabilité.

## Œuvre
Feng Xuefeng est connu surtout comme théoricien de la littérature, mais aussi pour être un précurseur de la poésie en chinois vernaculaire (baihua), et le créateur de la fable chinoise moderne.
Au nombre de ses œuvres, on compte un recueil collectif intitulé Hupan, paru en 1922.